# Rachid Koraichi
Rachid Koraichi (auch Rachid Koraïchi; * 1947 in Ain Beida im Osten Algeriens) ist ein algerischer Maler und Illustrator.

## Leben
Koraichi stammt aus einer Sufifamilie. Er wurde seit seiner Jugend mit den alten, graphischen Texten der arabisch-moslemischen Tradition vertraut und lernte die Felsmalereien im algerischen Tassili n'Ajjer kennen. Seine Studien  begann er in Algier an der École des beaux arts d’Alger, bevor er nach Paris ging, um dort an der École nationale supérieure des arts décoratifs de Paris weiter zu studieren.
Seit 1970 waren Koraichis Werke in allen Teilen der Welt zu sehen. Seine Zeichnungen, in welchen sehr oft die arabische Kalligraphie eingesetzt wird, illustrieren mehr als ein Dutzend von Veröffentlichungen französischer und internationaler Dichter.
Koraichi lebt in Paris und in der Altstadt von Tunis in Tunesien.

## Ausstellungen
- 2001: Beirut's Poem and The Path of Roses. National Gallery of Fine Art, Amman, Jordanien
- Une nation en exil. Palais des Nations Unies, Beirut, Libanon.
- Authentic/Ex-centric. Biennale di Venezia, Venedig, Italien.
- 2006: Word Into Art. The British Museum, London, England.
- 2011: Installation: The Path of Roses. Emirates Place, Abu Dhabi, Vereinigte Arabische Emirate.

## Illustrationen
- 1991: mit Nicole de Pontcharra und Pierre Restany: Cris Ecrits. Éditions de Lassa, Brüssel.
- 1997: mit Nicole de Pontcharra und Roxanne Hodes: Lettres d'argile. Éditions Corrinne Maeght, Nîmes.
- 2006: Bernard Perroy: Cœr à cœr, 49 Haikus und 49 Zeichnungen, Éditions Al Manar, Neuilly, Frankreich.
- 2009: mit Mahmud Darwisch: Une nation en exil: Hymnes gravés suivi La Qasida de Beyrouth. Actes Sud, Arles, Frankreich und Éditions Barzakh, Hydra, Algier, Algerien, ISBN 978-9947-851-61-6.
- 2010: Alberto Manguel: Histoires classiques, drei Novellen mit drei Zeichnungen. Arabisch/französisch. Éditions Al Manar, Neuilly, Frankreich, ISBN 978-2-913896-44-4.
- 2010: mit Manuelle Roche: Chevaucher la nuit, Novelle, Èditions al Manar, Neuilly, Frankreich.

## Werke
- L’eau est trop loin pour le feu qui est trop prés, mit 35 Illustrationen des Künstlers. éditions meridianes 2013.